# Jerevans distrikt

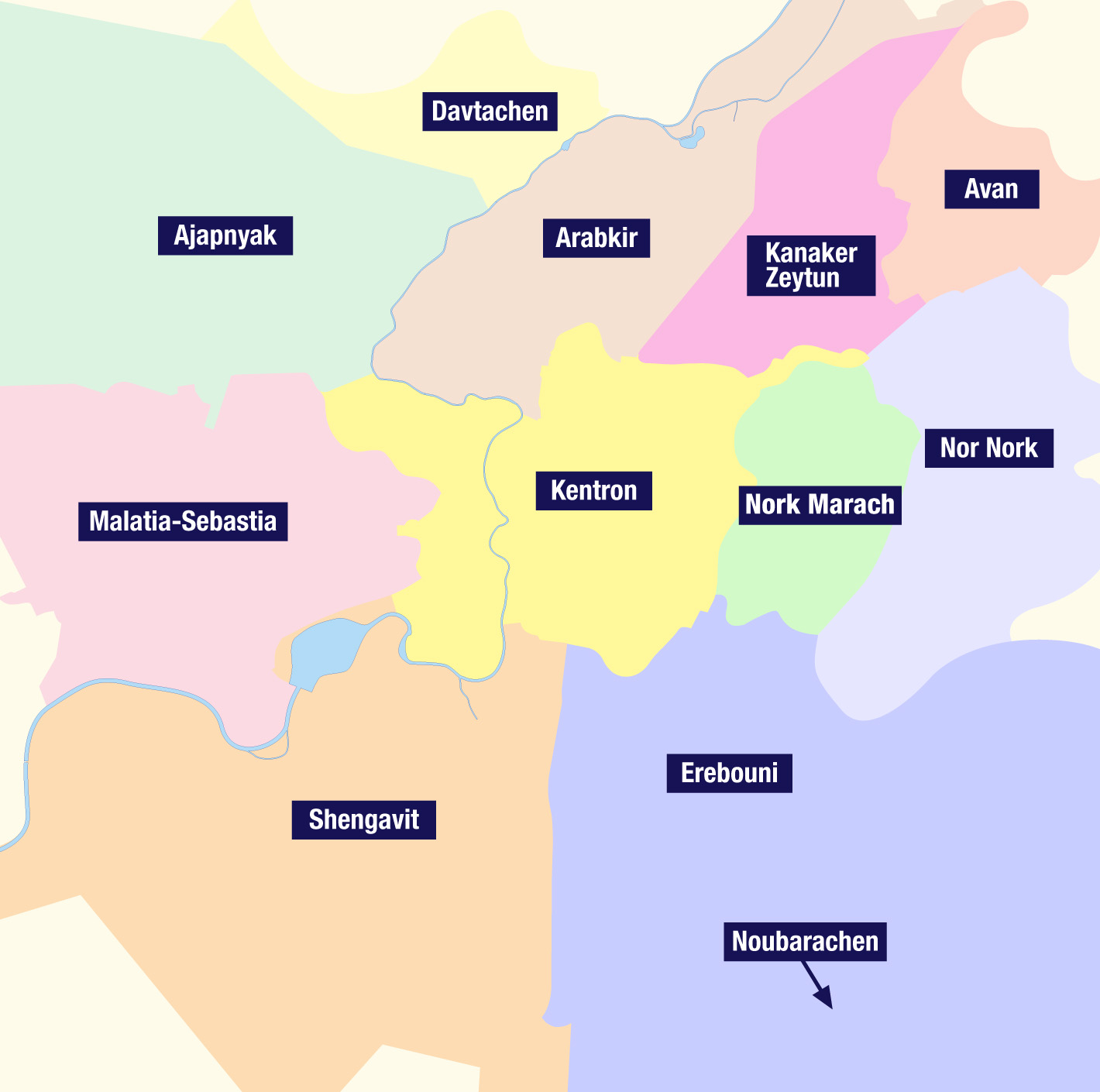
Jerevans tolv distrikt

Jerevans distrikt är en administrativ indelning av staden Jerevan, som 2011 hade närmare 1,1 miljon invånare.
Jerevans administrativa, kulturella och kommersiella centrum ligger i distriktet Kentron. I övrigt finns det elva distrikt i staden.
| Distrikt         | Armeniska        | Invånare (2011 års folkräkning) | Invånare (Uppskattning 2016) | Yta (km²) |
| ---------------- | ---------------- | ------------------------------- | ---------------------------- | --------- |
| Ajapnyak         | Ափնյակ           | 108.282                         | 109.100                      | 25,8      |
| Arabkir          | Արաբկիր          | 117.704                         | 115.800                      | 13,29     |
| Avan             | Ավան             | 53.231                          | 53.100                       | 7,16      |
| Davtaschen       | Դավթաշեն         | 42.380                          | 42.500                       | 6,47      |
| Erebuni          | Էրեբունի         | 123.092                         | 126.500                      | 47,49     |
| Kanaker-Zeytun   | Քանաքեռ-Զեյթուն  | 73.886                          | 74.100                       | 7.73      |
| Kentron          | Կենտրոն          | 125.453                         | 125.700                      | 13,35     |
| Malatia-Sebastia | Մալաթիա-Սեբաստիա | 132.900                         | 135.900                      | 25,16     |
| Nork-Marash      | Նորք-Մարաշ       | 12.049                          | 11.800                       | 4,76      |
| Nor Nork         | Նոր Նորք         | 126.065                         | 130.300                      | 14,11     |
| Nubarashen       | Նուբարաշեն       | 9.561                           | 9.00                         | 17,2.     |
| Shengavit        | Շենգավիթ         | 135.535                         | 139.100                      | 40,6      |

## Historiska distrikt
Sedan 1600-talet var Jerevan delat i tre administrativa enheter (mahlas, persiska: محله), exklusive Erebunifästningen och de närliggande byarna Noragyugh, Dzoragyugh och Nork. Dessa var Shahar,  Kond (Tapabash) och Demir-Bulagh (Karahank). Ghantar var en egen enhet, som låg mellan Kond och Shahar.
| Etnisk sammansättning av Jerevan 1830 |          |              |                       |         |             |        |
| Administrativ enhet                   | Armenier | Armenier     | Armenier              | Tatarer | Lom (Bosha) | Totalt |
| Administrativ enhet                   | Inhemska | Från Persien | Från Ottomanska riket | Tatarer | Lom (Bosha) | Totalt |
| Shahar                                | 998      | 1.111        | 30                    | 3.199   |             | 5.338  |
| Kond                                  | 1.176    | 374          | 18                    | 2.537   | 195         | 4.300  |
| Demirbulagh                           |          | 230          |                       | 1.595   |             | 1.825  |
| Jerevan                               | 2.174    | 1.715        | 48                    | 7.331   | 195         | 11.463 |
| Jerevan                               | 3.937    |              |                       | 7.331   | 195         | 11.463 |

- Shahar var det äldsta och största området i Jerevan. Det låg i den nordöstra delen av staden. Under senare århundraden förstördes Shahar flera gånger, men avfolkades aldrig.
- Kond, också benämnt Tapabashi (Turkiska: tepe kulle, baştopp) under persisk regim. Kond ligger i Jerevans västra del. Dess västra gräns var floden Hrazdan och den norra gränsen var gravplatsen Kozern. Kond var liksom Shahar befolkat av armenier. Konds befolkning blev  multietnisk när omkring 100 armeniska Lom (Bosha) flyttade till Kond.
- Demir-Bulagh var den tredje huvudenheten var demir-bulagh (turkiska: "demir" - järn, "bulağ" - ursprung) eller karahank ("stenbrott"). Den låg i sydöstra Jerevan. Det var länge ett jämförelsevis folkfattigt område. Det befolkades så småningom av tatarer (azerbaijaner) och blev en avskild del av Jerevan. Det blev mera befolkat på 1600-talet, då många turkar från Nakhichevan, som var rädda för en persisk invasion, flyttade till området norr om Jerevans fästning. Majoriteten av områdets befolkning var muslimer, och få armenier var bosatta där.
- Ghantar (Marknaden, "stora vågar") var Jerevans affärscentrum. Ghantar låg också under stadens administration. Senare byggdes en ny marknadsplats närmare staden, som också kallades Ghantar. År 1938 byggdes Kirovparken, numera benämnd Barnparken på denna plats.